# Pierre Mathieu-Bodet

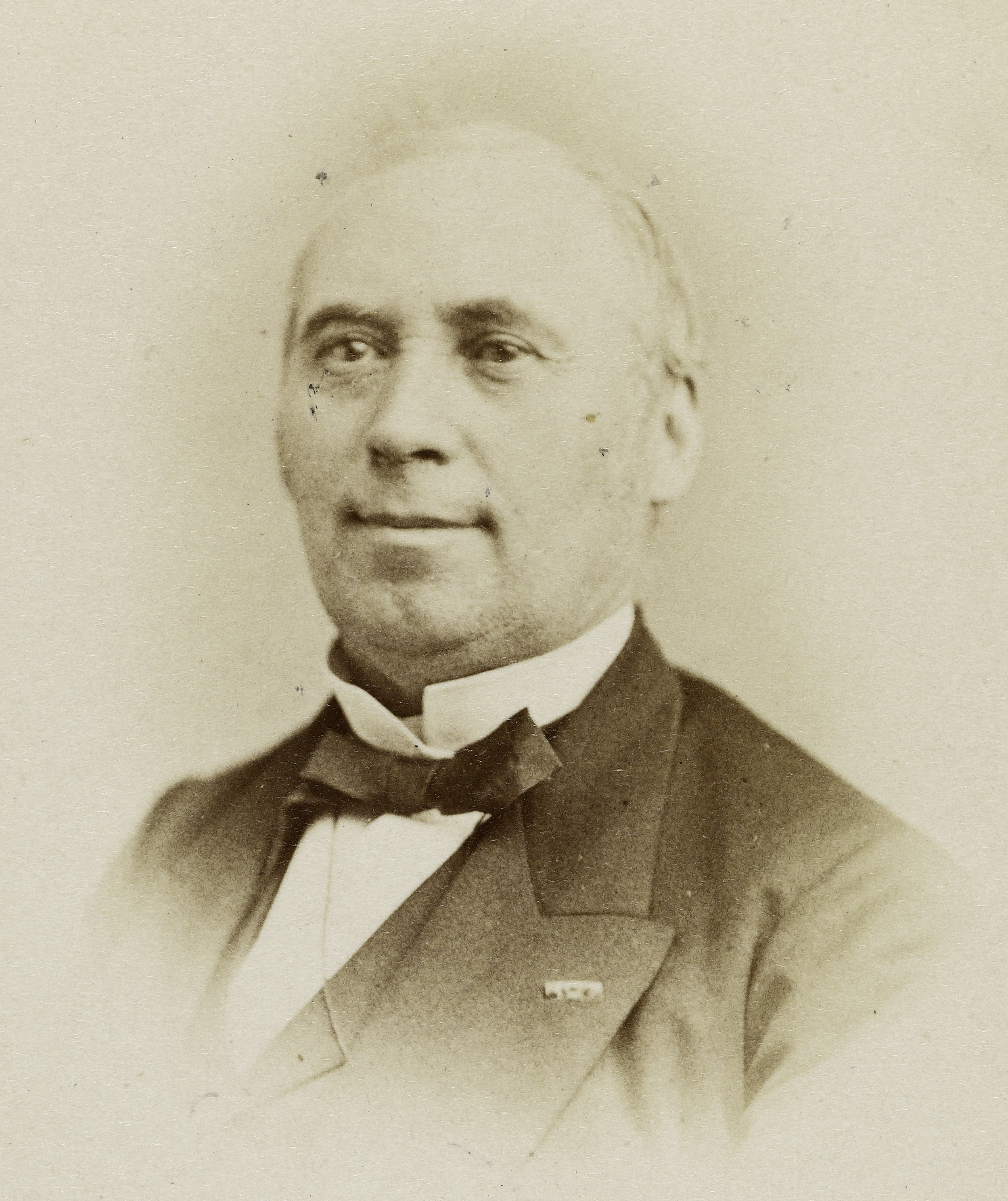
Pierre Mathieu-Bodet

Pierre Mathieu-Bodet (* 16. Dezember 1816 in Saint-Saturnin; † 28. Januar 1911 in Paris) war ein französischer Rechtsanwalt und Politiker während der Zweiten Republik, dem Zweiten Kaiserreich und zu Beginn der Dritten Republik.

## Leben
Pierre Mathieu-Bodet wurde als Sohn von Mathurin Mathieu-Bodet, Bürgermeister von Saint-Saturnin, und Marie Maillochaud geboren. Mathieu-Bodet studierte Rechtswissenschaft in Paris und wurde 1842 zum Doktor ernannt. Im Jahr 1846 kaufte er eine Stelle als Avocat au Conseil. Er war seit 1845 Mitglied des Generalrats der Charente und wurde am 23. April 1848 zum Vertreter der Charente in der verfassungsgebenden Versammlung gewählt. Er gehörte zu den Konservativen, war Mitglied des Finanzausschusses und nachdem er am 13. Mai 1849 in der gesetzgebenden Versammlung wiedergewählt wurde, missbilligte er die Dekrete vom 22. Januar 1852 über die Güter der Prinzen von Orléans und trat zurück.
Er nahm seine Arbeit als Anwalt am Kassationsgericht wieder auf und wurde von 1863 bis 1865 Präsident der Anwaltskammer des Conseil. Mathieu-Bodet kehrte erst bei den Wahlen zur Nationalversammlung ins parlamentarische Leben zurück: Am 8. Februar 1871 wurde er zum Vertreter der Charente gewählt. Er nahm seinen Platz bei den Orléanisten in der rechten Mitte ein und war mehrmals Mitglied des Haushaltsausschusses.
Am 20. Juli 1874 wurde er im Kabinett Courtot de Cissey zum Nachfolger von Pierre Magne als Finanzminister ernannt und behielt dieses Ressort bis zum Ende dieser Regierung am 10. Mai 1875. Er richtete einen langen und viel beachteten Bericht an den Präsidenten der Republik über die Finanzlage, die Notwendigkeit neuer Steuern und die Revision des Katasters. Im August handelte er einen neuen Vertrag mit der Bank von Frankreich aus und gründete die Bank von Indochina per Dekret vom 21. Januar 1875. Er stärkte auch das staatliche Monopol auf die Herstellung von Streichhölzern und verabschiedete ein Gesetz über die Aufbewahrung von Hypothekenregistern.
Mathieu-Bodet näherte sich gegen Ende der Legislaturperiode den gemäßigten Republikanern an. Er wurde am 20. Februar 1876 zum Abgeordneten des (zur Charente gehörenden) Arrondissements Barbezieux gewählt, gehörte aber keiner Fraktion in der Kammer an. Er blieb während der Krise des 16. Mai neutral und gehörte auch zu den der elf Abgeordneten, die sich im Juni 1877 bei der Abstimmung über das Misstrauensvotum gegen das Kabinett Broglie III enthielten. Er kandidierte bei den Wahlen am 14. Oktober nicht wieder.
Mathieu-Bodet wurde am 8. Oktober 1871 als Mitglied des Generalrats der Charente für den Kanton Hiersac wiedergewählt. Er war Sekretär dieses Rates von 1863 bis 1870 und Vorsitzender von 1871 bis 1874. Er war Mitglied des Verwaltungsrates der Crédit foncier de France, seit 1869 Zensor des Crédit Industriel et Commercial und Mitglied des Cercle des chemins de fer. Mathieu-Bodet arbeitete an mehreren Zeitschriften über Rechtsprechung und insbesondere am Répertoire de Dalloz mit.
Er war verheiratet mit Marie Lucie Vallade und Offizier der Ehrenlegion.

## Werke
- La Réforme des impôts, 1880
- Les Marchés à terme et les jeux de bourse, 1881
- Les finances françaises de 1870 à 1878 : Volume 1, 1881 (der zweite Band wurde erst 2008 herausgegeben[4])
- La Mission de la commission du budget de 1884, 1884
- Notice nécrologique sur M. Louis-Athénaïs Mourier, ex-directeur de l’instruction publique, 1889